# Ràdio Platja d'Aro
Ràdio Platja d'Aro és l'emissora de ràdio municipal de Castell d'Aro, Platja d'Aro i s'Agaró. Emet per primera vegada el 22 de desembre de 1982, en una iniciativa que varen impulsar una 50ena d'empresaris del municipi.
Al 1989 Josep Sala Sole i Joan Perich Romero decideixen sumar-se a l'onada d'emissores municipals que s'obrien en aquella època i ofereixen a l'executiu de l'Anicet Clarà, Alcalde de Platja d'Aro en aquella època, la possibilitat d'obrir l'emissora sota la tutela de l'ajuntament. El consistori ho troba bé i així és com s'inicia la segona etapa de RPA.
A partir de 2008 la gestió de l'emissora passa al Col·lectiu Cultural Ràdio Platja d'Aro, una associació sense ànim de lucre que vetlla pel bon funcionament de l'emissora i per mantenir els criteris de programació que ha caracteritzat l'emissora des dels seus inicis, així com per tenir cura de tots aquells voluntaris i col·laboradors que treballen a l'emissora.
Al 2010 l'emissora va estar a punt de desaparèixer a causa d'un conflicte entre l'associació i l'ajuntament.